# Чертезе
Чертезе (рум. Certeze) — село у повіті Сату-Маре в Румунії. Адміністративний центр комуни Чертезе.
Село розташоване на відстані 435 км на північний захід від Бухареста, 44 км на схід від Сату-Маре, 125 км на північ від Клуж-Напоки.

## Населення
За даними перепису населення 2002 року у селі проживали 3083 особи, з них 3080 осіб (99,9%) румунів. Рідною мовою 3080 осіб (99,9%) назвали румунську.